# Білогірська міська рада
Білогі́рська міська́ ра́да — адміністративно-територіальна одиниця та орган місцевого самоврядування в Білогірському районі Автономної Республіки Крим. Адміністративний центр — місто Білогірськ.

## Загальні відомості
- Територія ради: 5,42 км²
- Населення ради: 18 220 осіб (станом на 1 січня 2013 року)
- Територією ради протікає річка Велика Карасівка

## Населені пункти
Міській раді підпорядковані населені пункти:
- м. Білогірськ

## Склад ради
Рада складається з 30 депутатів та голови.
- Голова ради: Кангіев Альберт Османович
- Секретар ради: Бойченко Ірина Вячеславівна

### Керівний склад попередніх скликань
| Прізвище, ім'я, по батькові | Основні відомості                                               | Дата обрання | Дата звільнення |
| --------------------------- | --------------------------------------------------------------- | ------------ | --------------- |
| Міранов Микола Миколайович  | Міський голова, 1954 року народження, безпартійний              | 26.03.2006   | 31.10.2010      |
| Кангіев Альберт Османович   | Міський голова, 1963 року народження, освіта вища, безпартійний | 31.10.2010   |                 |

Примітка: таблиця складена за даними сайту Верховної Ради України

### Депутати
За результатами місцевих виборів 2010 року депутатами ради стали:

#### За суб'єктами висування
| Суб'єкт висування                     | Кількість обраних депутатів | %    |
| ------------------------------------- | --------------------------- | ---- |
| Партія регіонів                       | 19                          | 63,3 |
| Політична партія Народний Рух України | 11                          | 36,7 |

#### За округами
| № округу                              | Прізвище, ім'я, по батькові    | Дата визнання обраним | Освіта  | Партійна приналежність      | Відомості про обраного депутата                                              |
| ------------------------------------- | ------------------------------ | --------------------- | ------- | --------------------------- | ---------------------------------------------------------------------------- |
| Партія регіонів                       |                                |                       |         |                             |                                                                              |
| б/м                                   | Цветков Анатолій Михайлович    | 06.11.2010            | вища    | член Партії регіонів        | пенсіонер                                                                    |
| б/м                                   | Лук'янов Дмитро Григорович     | 06.11.2010            | вища    | член Партії регіонів        | будівельне виробниче підприємство «Будівельник Плюс», виконроб               |
| б/м                                   | Бойченко Ірина В'ячеславівна   | 06.11.2010            | вища    | член Партії регіонів        | Білогірська міська рада, секретар                                            |
| б/м                                   | Костиря Ігор Олександрович     | 06.11.2010            | вища    | член Партії регіонів        | МПП «Графік», директор                                                       |
| б/м                                   | Задніпровський Олег Іванович   | 06.11.2010            | вища    | член Партії регіонів        | ТОВ «ЕРА-21», директор                                                       |
| б/м                                   | Ейдельберг Михайло Маркович    | 06.11.2010            | вища    | член Партії регіонів        | ТОВ «Інститут економічного земельного будівництва та проектування», директор |
| б/м                                   | Смишляєв Максим Миколайович    | 06.11.2010            | вища    | член Партії регіонів        | Білогірська РДА, керівник апарату                                            |
| б/м                                   | Чумак Павло Васильович         | 06.11.2010            | вища    | член Партії регіонів        | Білогірський завод будівельних матеріалів, директор                          |
| 1                                     | Радченко Петро Іванович        | 05.11.2010            | вища    | член Партії регіонів        | пенсіонер                                                                    |
| 2                                     | Волкова Надія Євгенівна        | 05.11.2010            | вища    | член Партії регіонів        | Білогірська РДА, начальник відділу                                           |
| 3                                     | Тарасенко Світлана Миколаївна  | 05.11.2010            | вища    | член Партії регіонів        | Білогірська загальноосвітня школа № 2, вчитель                               |
| 4                                     | Пучек Олександр Михайлович     | 05.11.2010            | вища    | член Партії регіонів        | Білогірське лісо-господарське підприємство, інженер лісових культур          |
| 5                                     | Розум Михайло Михайлович       | 05.11.2010            | вища    | позапартійний               | державна податкова інспекція у Білогірському районі, заступник начальника    |
| 6                                     | Федотов Борис Анатолійович     | 05.11.2010            | вища    | член Партії регіонів        | Білогірська районна лікарня, хірург-стоматолог                               |
| 7                                     | Тагіров Федір Геннадійович     | 05.11.2010            | вища    | член Партії регіонів        | Білогірська РДА, начальник відділу                                           |
| 8                                     | Кадиров Ельдар Рахімович       | 05.11.2010            | вища    | член Партії регіонів        | Білогірське товариство сприяння обороні України, директор                    |
| 9                                     | Ткачук Микола Миколайович      | 05.11.2010            | вища    | член Партії регіонів        | Білогірське державне житлово — комунальне підприємство, начальник            |
| 10                                    | Олейніков Максим Олександрович | 05.11.2010            | вища    | член Партії регіонів        | Білогірське державне житлово — комунальне підприємство, майстер              |
| 11                                    | Кудріна Віра Дмитріївна        | 05.11.2010            | вища    | член Партії регіонів        | приватний підприємець                                                        |
| Політична партія Народний Рух України |                                |                       |         |                             |                                                                              |
| б/м                                   | Усеїнов Енвер Мунірович        | 06.11.2010            | середня | член Народного Руху України | тимчасово не працює                                                          |
| б/м                                   | Тюлекі Рустем Халілович        | 06.11.2010            | вища    | позапартійний               | тимчасово не працює                                                          |
| б/м                                   | Веліляєв Ремзі Рефатович       | 06.11.2010            | середня | позапартійний               | приватний підприємець                                                        |
| б/м                                   | Гафаров Сейдамет Ісмаілович    | 06.11.2010            | вища    | позапартійний               | ТОВ фірма «Кримопт», юрист                                                   |
| б/м                                   | За]тов Різа Абібуллайович      | 06.11.2010            | вища    | позапартійний               | ТОВ «Умют», директор                                                         |
| б/м                                   | Чалбарова Нуріє                | 06.11.2010            | середня | позапартійна                | тимчасово не працює                                                          |
| б/м                                   | Махсудов Енвер Шейіфович       | 06.11.2010            | вища    | позапартійний               | кредитна спілка «Юрт», голова правління                                      |
| 12                                    | Кучук Мустафа                  | 05.11.2010            | середня | позапартійний               | тимчасово не працює                                                          |
| 13                                    | Таджибаєв Ренат Турсунович     | 05.11.2010            | середня | позапартійний               | приватний підприємець                                                        |
| 14                                    | Заітов Айдер Нейманович        | 05.11.2010            | середня | позапартійний               | приватний підприємець                                                        |
| 15                                    | Муждабаєв Серан Аблязізович    | 05.11.2010            | середня | член Народного Руху України | приватний підприємець                                                        |